# Grandmothers of the Plaza de Mayo
Grandmothers of the Plaza de Mayo (tiếng Tây Ban Nha: Asociación Civil Abuelas de Plaza de Mayo) là một tổ chức nhân quyền với mục tiêu tìm kiếm những đứa trẻ bị bắt cóc hoặc nhận nuôi một cách bất hợp pháp trong cuộc chiến tranh bẩn thỉu tại Argentina. Chủ tịch của tổ chức này là Estela Barnes de Carlotto.
Thành lập năm 1977 với mục đích tìm kiếm những đứa trẻ bị thất lạc trong giai đoạn suy thoái (một vài trong số những đứa trẻ này được sinh ra ở trong tù mà mẹ của chúng sau này bị biến mất), và để trao trả những đứa trẻ này cho những gia đình thực sự của chúng, Grandmothers, với sự giúp đỡ của nhà di truyền học người Mỹ Mary-Claire King, cho tới năm 1998 đã giúp tìm thấy hơn 10 phần trăm trong số ước tính khoảng 500 đúa trẻ bị bắt cóc hoặc nhận nuôi một cách bất hợp pháp trong giai đoạn quân sự tiếm quyền này (danh tính của những đứa trẻ này được bảo vệ).
Cho tới năm 1998 có 256 đứa trẻ thất lạc được ghi nhận. Trong số này, 56 đã được xác định, 7 đã chết. Công việc của các grandmother dẫn tới việc thành lập đội xác định giám y nhân khẩu học Argentina và ngân hàng gen quốc gia. Nhờ một số đột phá gần đây trong lĩnh vực giám định gen, các grandmother đã thành công trong việc xác định 31 trẻ thất lạc cho gia đình của chúng. Trong 13 trường hợp khác, gia đình ruột và gia đình nuôi đồng ý nuôi con chung sau khi chúng đã được xác định danh tính. Những trường hợp khác các gia đình đều lôi nhau ra tòa. Cho tới năm 2008, công việc của hội này đã giúp tìm được 97 trẻ.
Những đứa trẻ bị mất tích là một phần của kế hoạch có hệ thống của chính phủ trong "cuộc chiến bẩn thỉu" nhằm đưa những đứa trẻ đến cho các gia đình quân đội hoặc đồng minh của quân đội nhằm tránh một thế hệ phản kháng sau này. Theo ủy ban Nhân quyền liên Mỹ (IACHR), chế độ độc tài quân sự cũng lo sợ rằng "sự đau đớn trong các gia đình vì những người bị mất tích sẽ phát triển, sau một vài năm, thành một thế hệ hoặc yếu tố có thể phản kháng mới, và do đó không thể kết thúc cuộc chiến bẩn thỉu một cách hữu hiệu được.".
Trong vụ án Silvia Quintela, nhà độc tài trước đây Jorge Videla bị bắt vào năm 2010 dưới nhiều cáo trạng bắt cóc trẻ em khác nhau. Vào tháng 7 năm 2012 ông ta bị kết án và xử 50 năm tù vì đã bắt cóc trẻ em có hệ thống.
Vào ngày 14 tháng 9 năm 2011, Grandmothers of the Plaza de Mayo nhận giải hòa bình Félix Houphouët-Boigny tại Paris cho các hoạt động bảo vệ nhân quyền của họ.

## Thành lập
Grandmothers of the Plaza de Mayo thành lập năm 1977 để bảo vệ quyền trẻ em nhằm chống đối sự khủng bố do nhà nước tài trợ. Ban đầu họ được biết với tên những bà Argentina của những cháu bị mất tích (Abuelas Argentinas con Nietitos Desaparecidos), nhưng sau đó đổi lại thành Grandmothers of the Plaza de Mayo (Las Abuelas de Plaza de Mayo). Năm 1983 chính phủ hợp hiến được tái dựng lại và các grandmother tìm kiếm những đứa trẻ bị mất tích dựa trên những thông tin từ những người nặc danh và sự nghiên cứu riêng của mình, nhưng không thể chứng minh được danh tính của những đứa trẻ đó. Các nhà gen học từ Mỹ đến giúp các grandmother. Họ lưu trữ các mẫu máu từ những gia đình trong ngân hàng gen quốc gia cho đến khi những đứa trẻ có thể được xác minh với mức độ chính xác 99.99%. Các Grandmother chiến đấu tại các hệ thống tòa án nhằm bất hợp pháp hóa việc nhận nuôi con không hợp pháp. Từ giữa những năm 1990 các cuộc chiến pháp lý không còn phù hợp nữa vì những đứa trẻ bị mất tích nay đã trưởng thành. Các grandmother thay đổi chiến thuật và tiến hành chiến dịch vận động sự quan tâm trong quần chúng, kêu gọi mọi người hướng dẫn những đứa trẻ bị mất tích liên lạc với tổ chứa. Cho đến năm 2008 các cố gắng của họ đã giúp tìm được 97 trẻ.

## Hợp tác với Identity Archive
Năm 2000, Grandmothers of the Plaza de Mayo hợp tác với Identity Archive để tạo ra một bộ sưu tập các hình ảnh, phim ảnh, băng ghi âm, nhật ký, các vật kỷ niệm và câu chuyện riêng từ những gia đình mà con hoặc cháu đã mất tích. Điều này được thực hiện vì một vài grandparent đã già và đang dần chết mà vẫn chưa tìm được cháu mình và Grandmothers of the Plaza de Mayo muốn đưa những thông tin này cho những đứa trẻ ấy nếu chúng được tìm thấy trong tương lai..

## Các chiến dịch vận động sự quan tâm của quần chúng
Từ giữa đến cuối thập niên 1990, những đứa trẻ bị mất tích mà Grandmothers of the Plaza de Mayo tìm trở thành những người trưởng thành nên các grandmothers chuyển sang chiến dịch vận động sự quan tâm của quần chúng để đạt được các mục tiêu của mình. Sự khác biệt giữa các trường hợp tại Argentina và những trường hợp buôn người khác là những đứa trẻ bị mất tích không biết rằng chúng được nhận nuôi. Tổ chức chuyển sang một chiến dịch thương mại và hợp tác với các diễn viên để thu hút sự quan tâm của giới trẻ. Mục đích của họ là dùng văn hóa quần chúng nhằm gieo sự nghi ngờ vào nhóm những người chưa bao giờ nghi ngờ về gia đình mình..

## Thành viên
- Alicia Zubasnabar de De la Cuadra – chủ tịch đầu tiên của Grandmothers of the Plaza de Mayo[12]
- Rosa Tarlovsky de Roisinblit
- Nélida Gómez de Navajas

Lúc đầu tổ chức được thành lập bởi 13 grandmother.